# The Who Collection

The Who Collection est une compilation du groupe Britannique de rock The Who paru en 1985 chez stylus music.
Il regroupe 32 titres à succès du groupe, datant de la période 1965-1981.

## Liste des pistes
| face A | face B |
| --- | --- |
| 1. I can't explain 2. Anyway, anyhow, anywhere 3. My generation 4. Substitute 5. A legal matter 6. The kids are alright 7. I'm a boy 8. Happy Jack 9. Boris the spider 10. Pictures of Lily 11. I can see for miles 12. Won't get fooled again 13. The seeker 14. Let's see action 15. Join together 16. Relay 17. Love reign o'er me 18. Squeeze box | 1. Who are you 2. Long live rock. 3. 5:15 4. You better you bet 5. Magic bus 6. Summertime blues (live) 7. Shakin'all over (live) 8. Pinball wizard 9. The acid queen 10. I'm free 11. We're not gonna take it 12. Baba o' rilay 13. Behind blue eyes 14. Bargain |